# (28878) Segner
(28878) Segner ist ein Asteroid des Hauptgürtels, der am 26. Mai 2000 vom slowakischen Astronomen Peter Kušnirák an der Sternwarte Ondřejov (IAU-Code 557) in Tschechien entdeckt wurde.
Der Asteroid ist nach dem in Bratislava geborenen Mathematiker, Physiker und Arzt Johann Andreas von Segner (1704–1777) benannt, der das nach ihm benannte Wasserrad entwickelte und den Bau der Universitätssternwarte in Göttingen sowie der Sternwarte Halle verantwortete.